# Jean-Louis van Geel

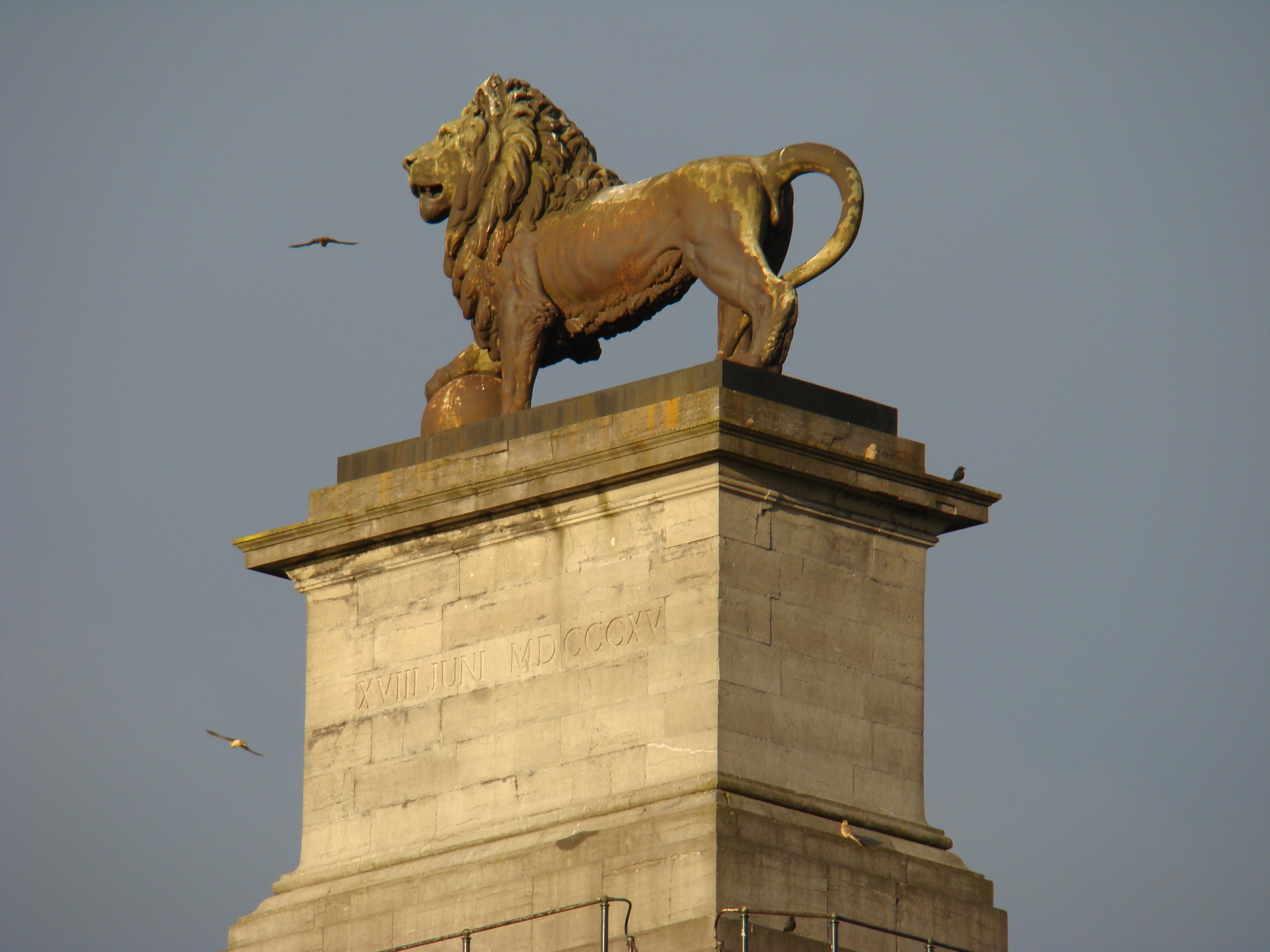
De Leeuw van Waterloo (1826)

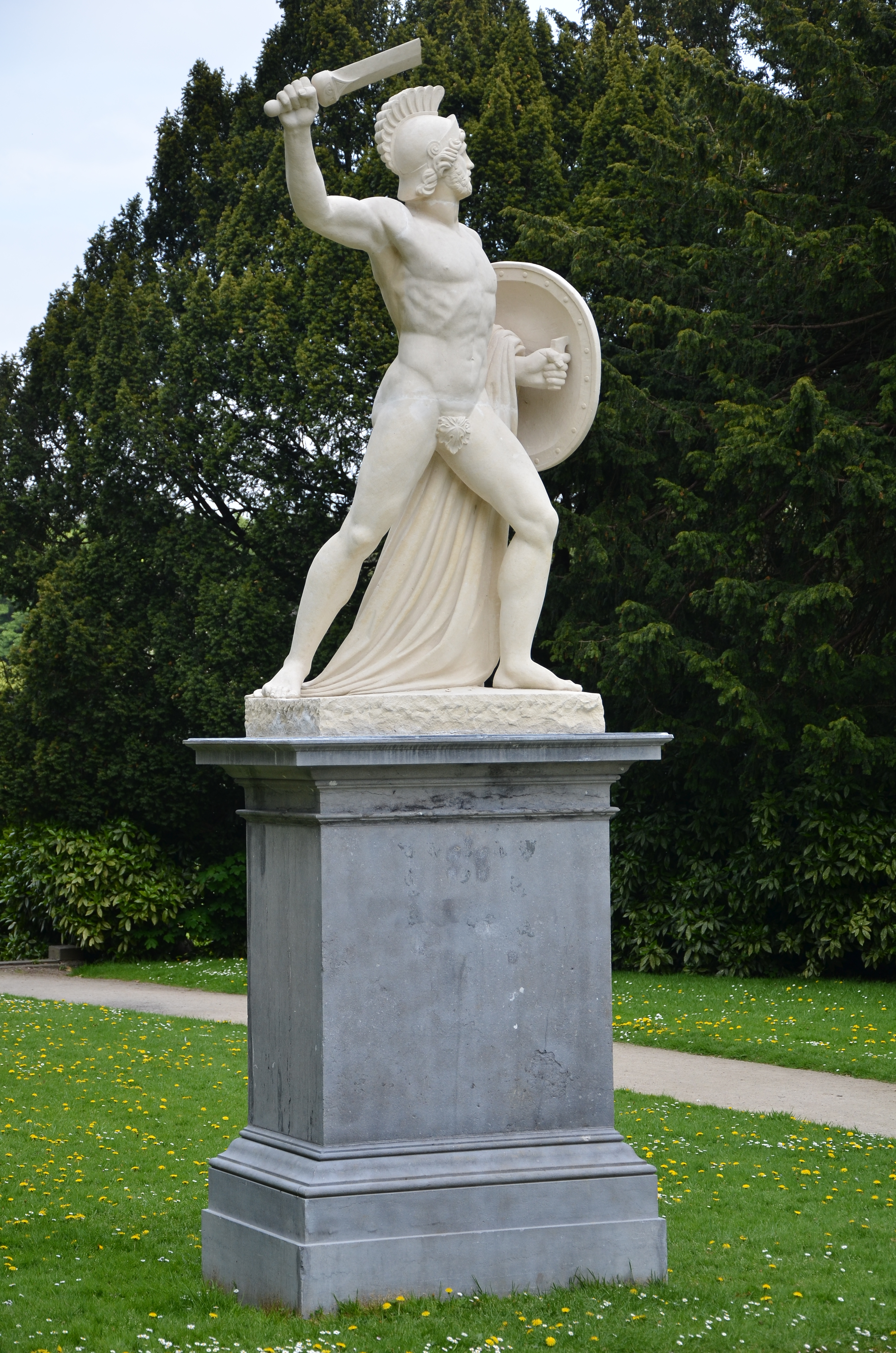
Standbeeld van Claudius Civilis voor de tuin van het Paviljoen van Tervuren (1824)

Jean-Louis (Jan Lodewijk) van Geel (Mechelen, 1787 - Brussel, 1852) was een Nederlands-Belgische beeldhouwer.
Jean-Louis van Geel ontving zijn opleiding tekenen aan de Koninklijke Academie voor Beeldende Kunsten van Mechelen, waar zijn vader Jean-François Van Geel les gaf (1802-1806). In 1809 vertrok hij naar Parijs om er zich als leerling van Philippe-Laurent Roland en Jacques-Louis David te vervolmaken aan de Academie aldaar. Terug in de Nederlanden kwam hij in de gunst van koning Willem I die hem in 1816 aanstelde als hofbeeldhouwer. Van 1817 tot 1821 verbleef Van Geel te Rome. Van 1830 tot 1833 was hij leraar aan de Academie te Antwerpen. Hierna verloor Van Geel zijn artistieke belangstelling en hij stierf geïsoleerd en arm in 1852.
Ontwerper van onder andere figuren, borstbeelden, monumenten, de Leeuw van Waterloo (1826), allegorische composities, altaren (onder andere het hoofdaltaar van de Sint-Janskerk te Leuven). Het Rijksmuseum te Amsterdam bezit een terracotta sculptuur uit 1816 die de staatkundige vereniging van Nederland en België voorstelt.
- Biografisch Portaal: 94343178
- International Standard Name Identifier: 0000 0000 8520 0693
- Nederlandse Thesaurus van Auteursnamen: 124853285
- RKD-Nederlands Instituut voor Kunstgeschiedenis: 79248
- Union List of Artist Names: 500197590
- Virtual International Authority File: 123064019
- WorldCat: E39PBJktpJQVdFT8BMBGcKrKBP